# اس. رابسون والتون
ساموئل رابسون والتون (به انگلیسی: Samuel Robson Walton)، (زاده ۲۸ اکتبر ۱۹۴۴) بزرگترین فرزند هلن والتون و سام والتون؛ بنیانگذار شرکت وال‌مارت، بزرگترین شرکت خرده‌فروشی جهان می‌باشد.
او در حال حاضر به‌عنوان رییس هیئت مدیره این شرکت، فعالیت می‌کند. به گزارش مجله اقتصادی فوربز، در تاریخ ارزش دارایی‌های والتون، معادل ۵۲.۵ میلیارد دلار ۱۳ بهمن ۹۸ در فهرست میلیاردرهای شاخص بلومبرگ رابسون والتون؛ در رتبه ۱۶ از ثروتمندترین افراد جهان، قرار گرفت.
والتون، مدرک کارشناسی خود را در رشته مدیریت بازرگانی در سال ۱۹۶۶ از دانشگاه آرکانزاس اخذ نموده. او همچین در سال 1969 مدرک حقوق خود را از دانشکده حقوق کلمبیا دریافت کرد. رابسون والتون، پس از فارغ‌التحصیلی از دانشگاه، به‌عنوان یکی از اعضای شرکت حقوقی کانر اند وینتر درآمد. این شرکت در واقع نماینده حقوقی شرکت وال‌مارت در تالسا، اوکلاهوما محسوب می‌شد.
در سال ۱۹۷۸ وی به‌عنوان معاون مدیر عامل وال‌مارت منصوب گردید و در سال ۱۹۸۲ نیز، نایب رئیس هیئت مدیره وال‌مارت شد. راب والتون در تاریخ ۷ آوریل ۱۹۹۲ دو روز پس از مرگ پدرش، به عنوان رییس هیئت مدیره وال‌مارت انتخاب شد، که کماکان در این جایگاه فعالیت می‌نماید.